# Strahov (Praha)

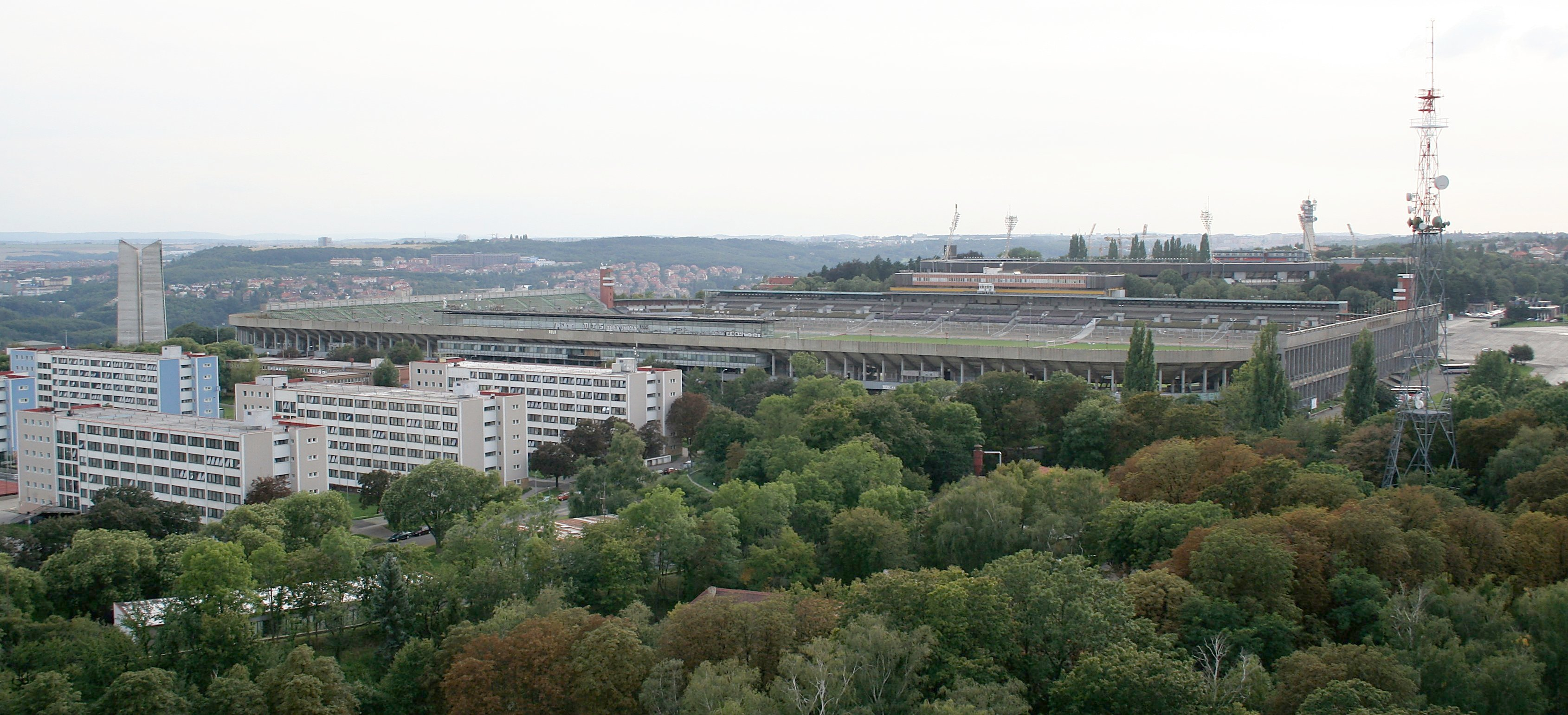
Pohled na strahovské koleje a stadion

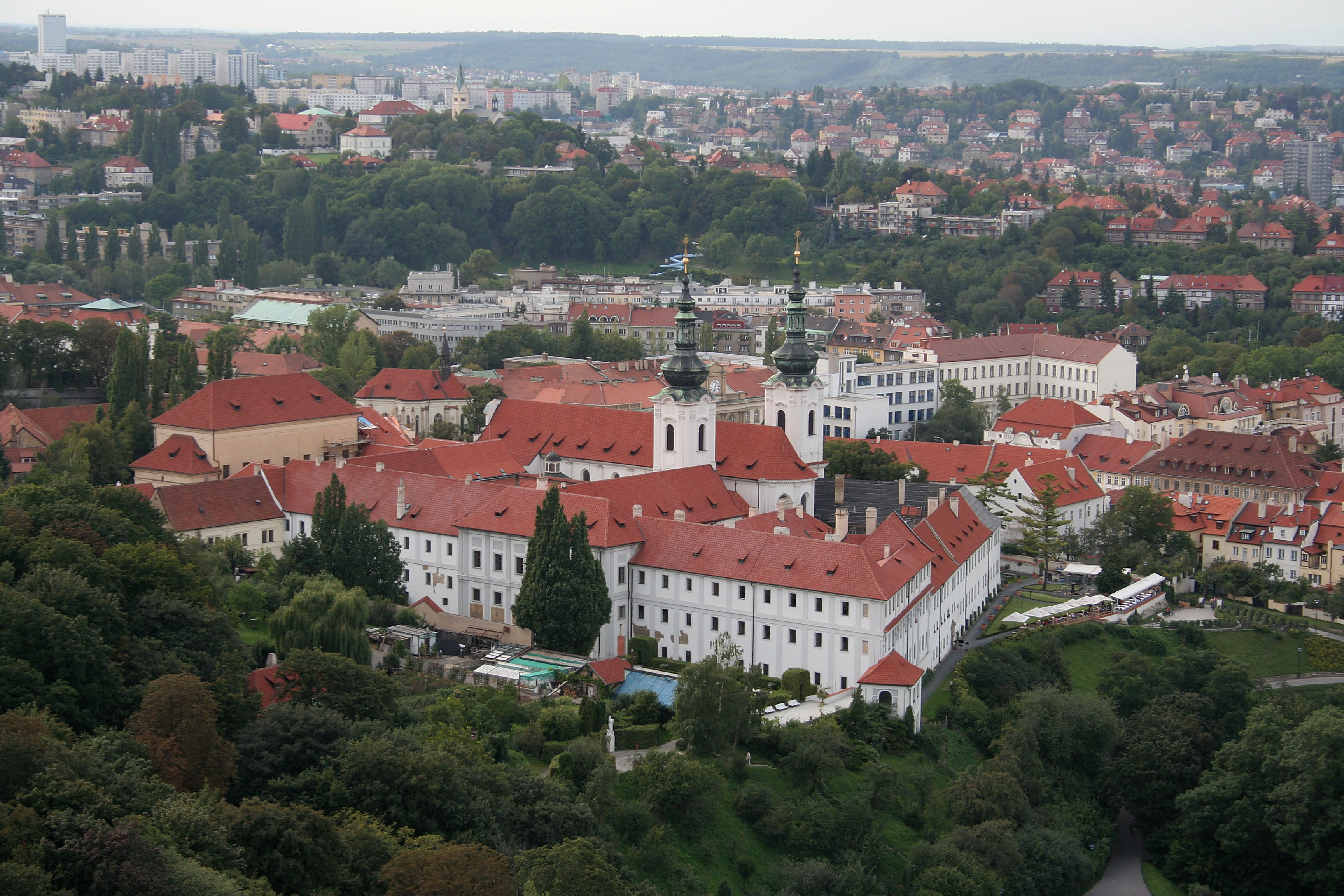
Strahovský klášter

Strahov (německy Strahow) je čtvrť Prahy na západní straně kopce Petřín na rozhraní Hradčan, Břevnova a Smíchova. Název původně označoval strahovský klášter, který od 12. století strážil západní přístup k Pražskému hradu. Strahov je dále známý Strahovským stadionem, studentskými kolejemi a Strahovským tunelem, který pod ním vede. Strahov je také název základní sídelní jednotky.

## Etymologie
Jméno Strahov je starého původu vyskytující se již v 11. a 12. století. Může se jednat o odvozeninu ze slova strážit.

## Základní sídelní jednotka
Základní sídelní jednotka Strahov leží celá v katastrálním území Břevnov v městské části Praha 6 (stadiony a vysokoškolské koleje), vilová část jižně spadá do Smíchova v Praze 5. Strahovská zahrada včetně horní stanice lanové dráhy na Petřín, na severu Strahovský klášter a Strahovské nádvoří jsou součástí Hradčan a obvodu a městské části Praha 1.

## Charakter čtvrti
Strahov je hlavně vilovou čtvrtí. Sídlí zde některá velvyslanectví. Významnou součástí čtvrti je premonstrátský klášter, ve kterém sídlí Památník národního písemnictví a obrazárna. Další pamětihodností je Štefánikova hvězdárna, která se nachází na Petříně.

### Koleje ČVUT
Na vrcholu kopce Petřína, kde je přibližně střed celé čtvrti, se nacházejí Koleje Strahov ČVUT, kde působí klub Silicon Hill.
Po 28. říjnu 1967 se zde konaly tzv. "Strahovské události", kdy státní policie vnikla po protikomunistické demonstraci v Nerudově ulici i do kolejí, kde v nastalé tmě (na kolejích nesvítilo světlo) bila studenty "hlava nehlava" a nastartovala tak předetapu "Pražského jara 1968".

### Strahovské stadiony
Strahovské stadiony celou čtvrť proslavily. Jde zejména o Velký strahovský stadion (Sletový, postavený 1926 pro VIII. Všesokolský slet, po roce 1935 Masarykův státní stadion) a Stadion Evžena Rošického (v blízkosti je ještě Malý stadion, Stadion přátelství a areály TJ Slavoj Břevnov a FC Břevnov). Při Svatováclavském miléniu v roce 1929 se tam konala veřejná vystoupení orelských jednot, kterých se 5. července 1929 zúčastnil osobně prezident republiky Tomáš Garrigue Masaryk. V dobách socialismu a normalizace se každých pět let, s pauzou po okupaci v roce 1970, konala Československá, dříve celostátní spartakiáda (I. až III. 1955–1965, Československá 1975–1985), akce, kdy na Strahovském stadionu cvičily tisíce cvičenců; celá akce měla především politický a propagační význam. Částečně navazovala na tradici později zakázaných Všesokolských sletů. Ještě na III. CS, která byla neblaze proslavena pádem reproduktorů do čekajících dětí, z nichž čtyři na místě zahynuly, cvičila řada starých Sokolů, kteří měli na svých úborech ostentativně připevněny sokolské znaky XI. Všesokolského sletu z roku 1948. Přestože tehdy nácviky sledoval prezident Antonín Novotný, nikdo z pořadatelů nevyzval k sejmutí tohoto Sokola ve vzletu. Všesokolské (celostátní a celosvětové) slety se zde konaly v roce 1926, 1932 (za účasti prezidenta T. G. Masaryka, který z Hradu dojížděl na koni), 1938 (desátý), 1948 a dvanáctý 1994, za účasti prezidenta Václava Havla. Dnes je plocha stadionu využita jako tréninkové trávníky týmu AC Sparta Praha. Třináctý a čtrnáctý Všesokolský slet se zde konal na Rošického stadionu v roce 2000 a 2006.
V roce 2012 se zde měl konat XV.všesokolský slet, neboť Všesokolské slety jsou uspořádány (pořádány) v intervalu šesti let, ale vlastní sokolská vystoupení proběhla 5. a 6. července 2012 na stadionu v Edenu. Na Strahově ve studentských kolejích byli pouze ubytováni cvičící Sokolové. V mezidobí se dříve konaly poměrně rozsáhlé Slety župní (např. Slet sokolské župy Podbělohorské zde v roce 1935).

### Rušička Svobodné Evropy
V bezprostřední blízkosti strahovských vysokoškolských kolejí a Štefánikovy hvězdárny se v dobách komunistické totality nacházela hlavní pražská rušička ("tzv. Petřínská Zuzana" se čtyřmi věžemi z nichž dnes stojí již pouze jedna, specializované pracoviště spadající pod Ministerstvo vnitra, potažmo StB), jež vysílala rušivý signál na rádiové frekvenci tehdejší rozhlasové stanice Svobodná Evropa. Celé zařízení bylo přísně utajeno, až na velké anténní systémy, které byly i v dobách komunismu prostě nepřehlédnutelné.

## Doprava

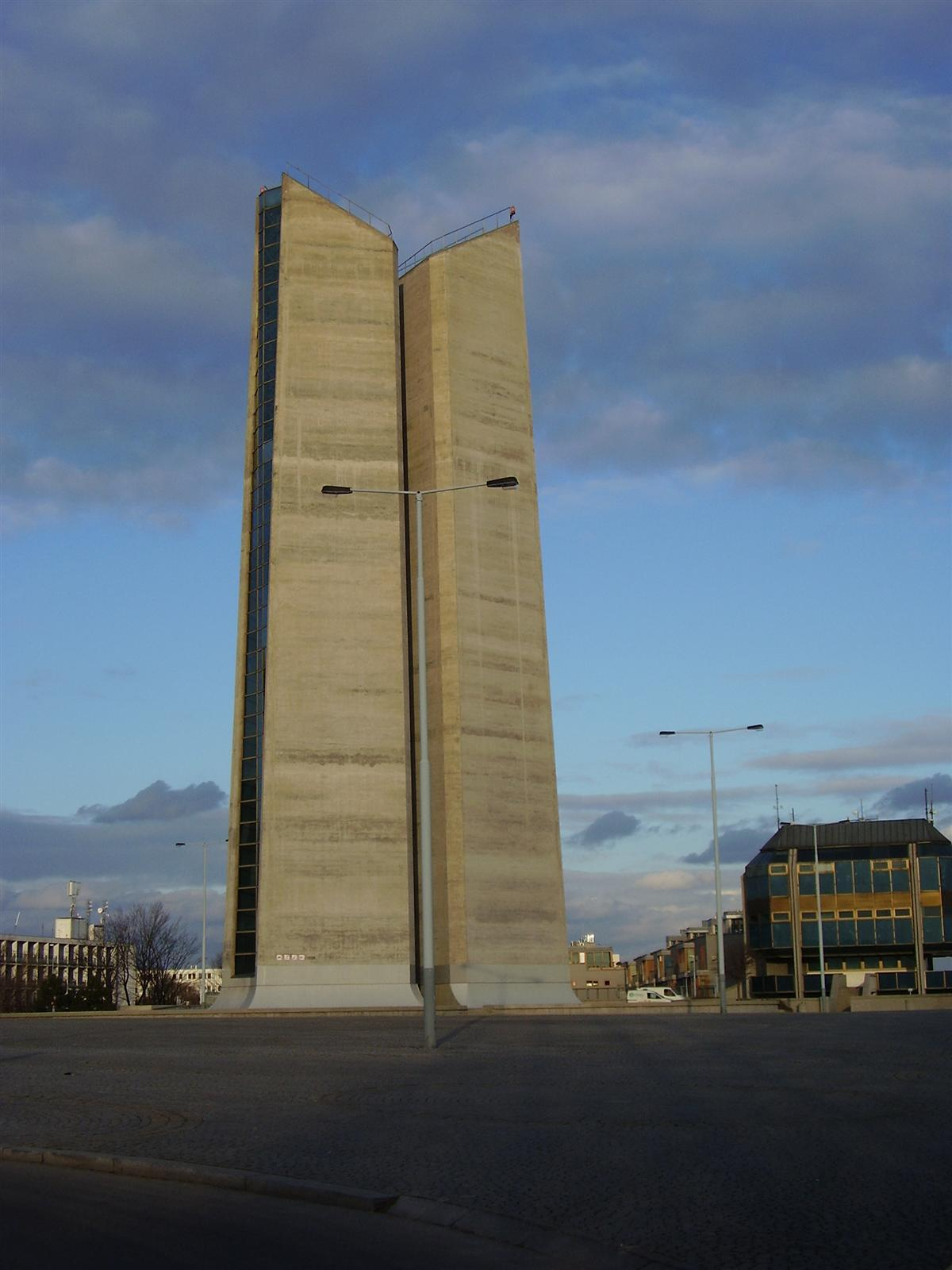
Prostranství u Stadionu Strahov a odvětrávací věž ze Strahovského tunelu

Hlavní dopravní tepnou je směr z Malovanky nahoru ke stadionům a vysokoškolským kolejím a potom opět z kopce dolů ulicí Na Hřebenkách na Smíchov (Klamovka).
Pro VIII. všesokolský slet byly zde zbudovány dvě velkokapacitní tramvajové otočky "Dlabačov" a "Malovanka", v roce 1947 rekonstruovaná jako "Královka".

## Kulturní akce
- Štefánikova hvězdárna (pozorování pro veřejnost, přednášky, výstavy)
- Festival Strahov OpenAir pořádaný každoročně koncem září
- Souboj Fakult ČVUT (sportovní den univerzity)  Archivováno 13. 11. 2019 na Wayback Machine.

## Sousedící čtvrtě
- Břevnov
- Smíchov
- Košíře
- Petřiny
- Střešovice
- Malá Strana